# Veldgors
De veldgors (Spizella pusilla) is een zangvogel uit de familie Emberizidae (gorzen).

## Verspreiding en leefgebied
Deze soort telt 2 ondersoorten:
- S. p. pusilla: van zuidoostelijk Canada tot de oostelijke Verenigde Staten.
- S. p. arenacea: de centrale Verenigde Staten.